# Horgasférgek
A horgasférgek (Cercomeromorpha) egyes rendszertanokban a laposférgek (Platyhelminthes) törzsének egyik főosztálya több mint 8000 ismert fajjal; a csáklyásférgek (Monogenea) és a galandférgek (Cestoda) monofiletikus egysége.

## Származásuk, elterjedésük
Gyakori és kozmopolita taxon; képviselői megtalálhatók gyakorlatilag mindenhol, ahol gerincesek élnek.

## Megjelenésük, felépítésük
Primer lárvaalakjuk testvégén van egy összetett rögzítőhorgas testszakasz (cercomer), elsődlegesen (a csáklyásférgeknél) 16 horoggal. A tagolatlan galandférgeknél (Cestodaria) ez a szám 10-re, a tagolt galandférgek főrendjáben (Eucestoda) 6-ra redukálódott. Az onkomiracidium lárvák kültakarója (epidermisz) részben, a likofóra lárváké és a koracídium lárváké a test teljes felületén csillós.

## Életmódjuk, élőhelyük
Valamennyi fajuk parazita.
A csáklyásférgek fejlődése közvetlen (direkt), a galandférgeké  közvetett (indirekt) egy több köztes gazdával és ezeknek megfelelő lárvaállapotokkal.

## Rendszertani felosztásuk
A főosztályt két osztályra bontják:
- csáklyásférgek osztálya (Monogenea) két öregrenddel (lásd ott),
- galandférgek osztálya (Cestoda) két öregrenddel (lásd ott).